# 시바하시촌 (야마가타현)
시바하시촌(柴橋村)은 야마가타현 니시무라야마군에 있던 촌이다.

## 역사
- 1889년 4월 1일 - 정촌제 시행에 수반해 니시무라야마군 4촌이 합병해 시바하시촌이 성립하였다.
- 1954년 8월 1일 - 사가에 정, 니시네 촌, 다카마쓰 촌, 다이고 촌과 합병, 시로 승격해 사가에시가 되어 소멸하였다

## 참고문헌
- 『市町村名変遷辞典』東京堂出版、1990年。